# مستفركي (مستفركي)
مستفركي هي إحدى مشيخات المملكة المغربية، تتبع جغرافيا لعمالة وجدة أنكاد وإداريًا لمستفركي. يقدر عدد سكانها بـ 4601 نسمة حسب الإحصاء الرسمي للسكان والسكنى لسنة 2004.